# Oxytropis kaspensis
Oxytropis kaspensis là một loài thực vật có hoa trong họ Đậu. Loài này được Krasnob. & Pshenich. miêu tả khoa học đầu tiên.